# Хенрис, Артур
А́ртур Хе́нрис (англ. Arthur Henrys; 1870 — ?) — английский футболист, защитник.

## Биография
Выступал за клуб «Ноттс Джардинс». В августе 1890 года перешёл в «Ньютон Хит». Дебютировал за «язычников» 3 октября 1891 года в матче первого квалификационного раунда Кубка Англии против «Ардиука», который завершился победой «Ньютон Хит» со счётом 5:1. В мае 1892 года объявил о завершении карьеры. Однако в октябре того же года поменял решение и вернулся в клуб, сыграв ещё 3 матча в Футбольной лиге (против «Аккрингтона» 26 ноября, «Ноттингем Форест» 14 января и «Дерби Каунти» 11 февраля). В марте 1893 года окончательно покинул клуб, став игроком «Лестер Фосс», за который сыграл 37 матчей и забил 1 гол. В сезоне 1896/97 выступал за «Ноттс Каунти», сыграв в 7 матчах.